# Resolució 1570 del Consell de Seguretat de les Nacions Unides
La Resolució 1570 del Consell de Seguretat de les Nacions Unides, adoptada per unanimitat el 28 d'octubre de 2004 després de reafirmar totes les resolucions anteriors del Sàhara Occidental, en particular la Resolució 1495 (2003) i Resolució 1504 (2004) el consell va ampliar el mandat de la Missió de Nacions Unides pel Referèndum al Sàhara Occidental (MINURSO) fins al 31 d'abril de 2005.
El Consell de Seguretat va reafirmar la necessitat d'una solució duradora i mútua per al problema del Sàhara Occidental, que proporcionaria l'autodeterminació de la població del territori. Tant el Marroc com el Front Polisario van ser convidats a cooperar amb les Nacions Unides per posar fi al destí polític i arribar a una solució a la disputa de llarg termini.
Mentrestant, es va demanar al secretari general Kofi Annan que informés sobre la situació i la MINURSO, inclosa una possible reducció del seu personal. Es va demanar als Estats membres que consideressin contribuir a mesures de foment de la confiança per facilitar un major contacte personal, com ara visites familiars.
En el seu informe, el secretari general va oferir dues opcions per a la consideració del Consell de Seguretat: si mantenia 203 observadors que controlaven una línia d'alto el foc o una reducció de fins a 37 d'ells.